# Sheyban
Sheybān (farsi شیبان) è una città dello shahrestān di Bavi, circoscrizione Centrale, nella provincia del Khūzestān. Aveva, nel 2006, una popolazione di 23.211 abitanti.